# Kutasi Károly
Kutasi Károly (1907. – 1987. február 17.) labdarúgó, kapus.

## Pályafutása
1932 és 1937 között volt a Ferencváros játékosa, ahol egy-egy bajnoki címet és magyar kupa-győzelmet szerzett a csapattal. A Fradiban 72 mérkőzésen szerepelt (33 bajnoki, 37 nemzetközi és két hazai díjmérkőzés).

## Sikerei, díjai
- Magyar bajnokság
  - bajnok: 1933–34
  - 2.: 1934–35, 1936–37
  - 3.: 1932–33, 1935–36
- Magyar kupa
  - győztes: 1935